# Mark Heeley
David Mark Heeley (Peterborough, 8 settembre 1959) è un ex calciatore inglese, di ruolo attaccante.

## Caratteristiche tecniche
Era un'ala sinistra.

## Carriera
Esordisce tra i professionisti nel 1975 all'età di 16 anni con il Peterborough Utd, club della sua città natale e con cui aveva già giocato in precedenza nelle giovanili: tra la stagione 1975-1976 e la stagione 1976-1977 totalizza complessivamente 17 presenze e 3 reti in terza divisione.
Nell'estate del 1977 viene ceduto a titolo definitivo per 50000 sterline all'Arsenal, club di prima divisione, dove rimane per 3 stagioni, nelle quali il club raggiunge altrettante finali di FA Cup, vincendone una (la 1978-1979) e raggiungendo anche la finale della Coppa delle Coppe 1979-1980. Nell'arco di questo triennio Heeley gioca complessivamente 15 partite di campionato, segnando un'unica rete (in una sconfitta esterna per 4-2 sul campo del Bolton nel marzo del 1979).
Nella parte finale della stagione 1979-1980 viene ceduto per 35000 sterline al Northampton Town, club di Fourth Division, dove rimane fino al termine della stagione 1982-1983 collezionando in totale 92 presenze e 5 reti in questa categoria. Chiude la carriera dopo alcuni anni trascorsi a giocare con vari club semiprofessionistici (Aylesbury Utd, Stamford e Buckingham Town).

## Palmarès

### Club

#### Competizioni nazionali
- Coppa d'Inghilterra: 1

Arsenal: 1978-1979